# Плутонийтетрагаллий
Плутонийтетрагаллий — бинарное неорганическое соединение, интерметаллид
плутония и галлия
с формулой Ga4Pu,
кристаллы.

## Получение
- Сплавление стехиометрических количеств чистых веществ:

{\displaystyle {\mathsf {Pu+4Ga\ {\xrightarrow {450^{o}C}}\ Ga_{4}Pu}}}

## Физические свойства
Плутонийтетрагаллий образует кристаллы
ромбической сингонии,
пространственная группа I mma,
параметры ячейки a = 0,4380 нм, b = 0,6290 нм, c = 1,3673 нм, Z = 4,
структура типа урантетраалюминия Al4U
.
Соединение образуется по перитектической реакции при температуре 450 °C.
Ниже температуры ≈150 °C соединение находится в метастабильном состоянии.

## Химические свойства
- Разлагается при нагревании:

{\displaystyle {\mathsf {3Ga_{4}Pu\ {\xrightarrow {>450^{o}C}}\ Ga_{11}Pu_{3}+Ga}}}